# 大森兄弟
大森兄弟（おおもりきょうだい）は、実の兄弟2人による日本の小説家コンビである。

## 経歴
兄は1975年生まれ、成城大学法学部卒、看護師。弟は1976年生まれ、国士舘大学法学部卒、会社員。共に愛知県一宮市生まれであり、本名は非公開。
2009年に第46回文藝賞を「犬はいつも足元にいて」で受賞。同年、同作が第142回芥川賞候補。2011年、『まことの人々』で第33回野間文芸新人賞候補。2013年に刊行された『わたしは妊婦』は小島慶子から絶賛された。

## 著作

### 単行本
- 『犬はいつも足元にいて』（2009年11月、河出書房新社/2013年9月、河出文庫）
  - 『文藝』2009年冬号
- 『まことの人々』（2011年2月、河出書房新社）
  - 『文藝』2010年冬号
- 『わたしは妊婦』（2013年4月、河出書房新社）
  - 『文藝』2012年冬号
- 『ウナノハテノガタ』（2019年7月、中央公論新社/2022年11月、中公文庫）

### 雑誌掲載
- 松ぼっくいとセミの永遠（『群像』2012年10月号）

## メディア出演
- 小島慶子のオールナイトニッポンGOLD（2013年6月27日放送）
- ゴロウ・デラックス（2014年3月21日放送）